# 重清城
重清城（しげきよじょう）は、徳島県美馬市美馬町にあった日本の城。

## 歴史
1339年（暦応2年）に小笠原長親によって築かれたと伝わる。1577年（天正6年）正月に城主の小笠原長政は、白地城の城主であった大西覚養の弟で長宗我部氏に人質として送られていた大西頼包と中鳥城主の久米刑馬によって謀殺された。大西頼包は讃岐国へ逃れていた兄の大西覚養を長宗我部氏に降らせ、重清城に迎えた。
1579年（天正7年）に長宗我部元親が攻め入り、十河存保は5千人の兵をもってこれに対応したが敗れ、重清城は落城した。